# Rhachicreagra nothra
Rhachicreagra nothra är en insektsart som beskrevs av Rehn, J.A.G. 1905. Rhachicreagra nothra ingår i släktet Rhachicreagra och familjen gräshoppor. Inga underarter finns listade i Catalogue of Life.